# Sawwacjusz (Pieriepiełkin)
Sawwacjusz, imię świeckie Siergiej Aleksandrowicz Pieriepiełkin (ur. 10 lipca 1968 w Kotielnikowie) – rosyjski biskup prawosławny.

## Życiorys
Jest synem wojskowego, został ochrzczony w wieku jedenastu lat. Ukończył Suworowską szkołę wojskową w Kazaniu, a następnie studia dziennikarskie w Wyższej Szkole Wojskowo-Politycznej we Lwowie. W latach 1989–1991 służył we Flocie Północnej; odszedł ze służby w stopniu starszego porucznika.
W 1992 zamieszkał w Ławrze Troicko-Siergijewskiej jako świecki pracownik. W roku następnym wstąpił jako posłusznik do Szartomskiego Monasteru św. Mikołaja we wsi Wwiedienije. 14 sierpnia 1993 w soborze Przemienienia Pańskiego w Iwanowie przyjął święcenia diakońskie z rąk arcybiskupa iwanowskiego i kineszemskiego Ambrożego. Ten sam hierarcha wyświęcił go na kapłana 25 sierpnia tego samego roku. Od października 1993 ks. Pieriepiełkin służył w soborze Zmartwychwstania Pańskiego w Szui. W kwietniu 1994 złożył na ręce arcybiskupa iwanowskiego Ambrożego wieczyste śluby mnisze, przyjmując imię zakonne Sawwacjusz na cześć świętego mnicha Sawwacjusza Sołowieckiego. Rok później wrócił do macierzystego monasteru i przez rok pełnił w nim funkcję bibliotekarza. Od 1996 do 1998 służył w cerkwi Podwyższenia Krzyża Pańskiego w Palechu, filii monasteru w Wwiedieniju, a od 1998 do 2003 – w cerkwi Ikony Matki Bożej „Wszystkich Strapionych Radość” w Iwanowie. W tym samym okresie uczył się w trybie zaocznym w seminarium duchownym w Niżnym Nowogrodzie, które ukończył w 2003. Wtedy też otrzymał godność ihumena. Od 1999 do 2003 prowadził zajęcia z katechizmu i Pisma Świętego Nowego Testamentu w prawosławnym instytucie teologicznym w Iwanowie, zaś od 2000 do 2004 wykładał prawo kanoniczne i historię Rosyjskiego Kościoła Prawosławnego w seminarium duchownym w Iwanowie. W latach 2003–2008 zaocznie studiował teologię na Moskiewskiej Akademii Duchownej, służąc równocześnie (od 2003 do 2009) jako spowiednik wspólnoty mnichów swojego macierzystego klasztoru. Od 2009 do 2012 był proboszczem cerkwi Trójcy Świętej w Czerncach, placówki filialnej monasteru.
Od 2011 służył w eparchii chabarowskiej. Przez rok był proboszczem parafii przy budowanej cerkwi św. Teodora Uszakowa w Sowietskiej Gawani, następnie od 2012 do 2016 – dziekanem dekanatu wschodniego, odpowiadał także za budowę cerkwi Trójcy Świętej w Zawietach Iljicza.
21 października 2016 Święty Synod Rosyjskiego Kościoła Prawosławnego nominował go na biskupa wanińskiego i perejasławskiego. W związku z tą decyzją otrzymał 26 października godność archimandryty. Jego chirotonia biskupia, przeprowadzona pod przewodnictwem patriarchy moskiewskiego i całej Rusi Cyryla, odbyła się 30 października 2016 w cerkwi św. Klemensa w Moskwie.
Na mocy postanowienia Świętego Synodu 14 lipca 2018 r. został przeniesiony w stan spoczynku. Jako miejsce pobytu hierarchy wyznaczono Szartomski Monaster św. Mikołaja w Wwiedienju (eparchia szujska).